# CSX Transportation

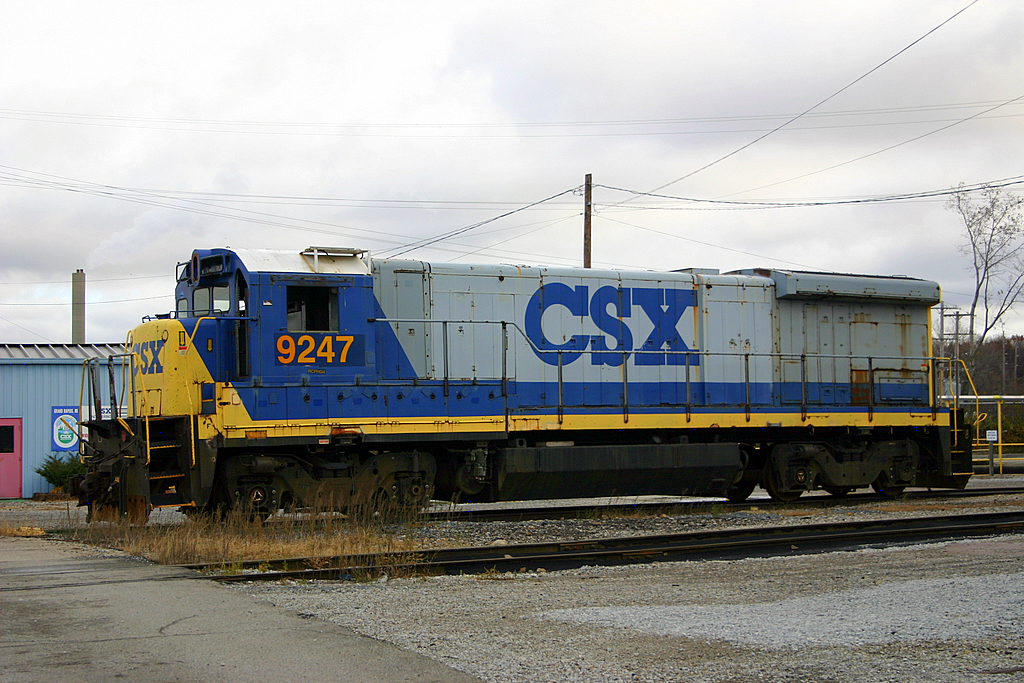
Тепловоз принадлежащий CSX Transportation

CSX Transportation (учётная марка CSXT) — американская железная дорога I класса, принадлежащая CSX Corporation.
Протяжённость железнодорожных линий, используемых CSX Transportation, свыше 34 тысяч километров; все они сосредоточены у атлантического побережья США. Используется колея 1435 мм.
Компании принадлежат 18 сортировочных станций в городах: Атланта (штат Джорджия), Эйвон (штат Индиана), Бирмингем (штат Алабама), Буффало (штат Нью-Йорк), Цинциннати (штат Огайо), Камберленд (штат Мэриленд), Гамлет (штат Северная Каролина), Луисвилл и Рассел (оба — штат Кентукки), Ньюарк (штат Нью-Джерси), Нашвилл (штат Теннесси), Селкирк и Сиракьюс (оба — штат Нью-Йорк), Толидо (штат Огайо), Уотертаун (штат Нью-Йорк), Уайкросс (штат Джорджия), Уиллард (штат Огайо), Уилмингтон (штат Делавэр).